# Jesper Tjäder
Jesper Tjäder (Östersund, 22 maggio 1994) è uno sciatore freestyle svedese, vincitore di una Coppa del Mondo di slopestyle.

## Biografia
In Coppa del Mondo ha esordito il 25 febbraio 2012 a Jyväskylä (8º), ha ottenuto il primo podio il 10 gennaio 2014 a Breckenridge (2º) e la prima vittoria il 22 marzo successivo a Silvaplana. Nella sua prima partecipazione ai Campionati mondiali si è piazzato 54º a Voss-Myrkdalen 2013. Ha preso parte alla sua prima edizione dei Giochi olimpici invernali a Soči 2014, terminando 24º nello slopestyle. Al termine della stagione si aggiudica la Coppa del Mondo di slopestyle.
Ai Giochi Olimpici di Pyeongchang 2018 ha ottenuto il 23º posto nello slopestyle. Alle Olimpiadi di Pechino 2022 ha vinto la medaglia di bronzo nello slopestyle, preceduto dagli statunitensi Alex Hall e Nick Goepper.

## Palmarès

### Olimpiadi
- 1 medaglia:
  - 1 bronzo (slopestyle a Pechino 2022)

### Winter X Games
- 2 medaglie:
  - 1 oro (knuckle huck ad Aspen 2023)
  - 1 bronzo (knuckle huck ad Aspen 2024)

### Coppa del Mondo
- Miglior piazzamento in classifica generale: 3º nel 2014
- Vincitore della Coppa del Mondo di slopestyle nel 2014
- 9 podi:
  - 2 vittorie
  - 5 secondi posti
  - 2 terzi posti

#### Coppa del Mondo - vittorie
| Data          | Luogo      | Paese    | Disciplina |
| ------------- | ---------- | -------- | ---------- |
| 22 marzo 2014 | Silvaplana | Svizzera | SS         |
| 25 marzo 2023 | Silvaplana | Svizzera | SS         |

Legenda:

SS = slopestyle